# Szerelem rabságában
A szerelem rabságában (eredeti cím: Крепостная, magyarosítva: Kreposztnaja) orosz nyelven előadott ukrán kosztümös televíziós sorozat,  a StarLight Films és a Film.UA koprodukciójában, Tala Prisztaeckaja volt a showrunner.
A melodramatikus cselekmény az ukrán jobbágylány, Katyerina kalandjait meséli el, akit Katyerina Kovalcsuk orosz színésznő alakít. A 19. századi Nyezsinben harcol a szabadságáért.

## Cselekmény
A sorozat Katyerina történetét meséli el, bár szolgálólány, nemesi hölgyként nevelkedett a Cservinszkij birtokon, ahol Anna jobbkeze és legfőbb támasza is. Amikor a háború véget ér, Anna és Pjotr fia, Grigorij hazatér és egyből szemet vet Katyerinára.

## Szereplők
| Szereplő             | Színész              | Magyar hang   |
| -------------------- | -------------------- | ------------- |
| Katyerina Kovalcsuk  | Katyerina Verbickaja | Ruttkay Laura |
| Olekszij Jarovenko   | Aleksey Koszacs      | Szatory Dávid |
| Kszenija Misina      | Ligyija Sefer        | Győrffy Anna  |
| Sztanyiszlav Boklan  | Petro Cservinszkij   | Csankó Zoltán |
| Julija Aug           | Anna Cservinszkaja   | Szórádi Erika |
| Olha Szumszka        | Szofija Koszacs      | Kovács Nóra   |
| Mark Drobot          | Nikolaj Dorosenko    | Faragó András |
| Oleszja Zsurakivszka | Pavlina              |               |

## Évados áttekintés
| Évad | Évad | Epizódok száma | Eredeti sugárzás    | Eredeti sugárzás     | Eredeti sugárzás | Magyar sugárzás  | Magyar sugárzás  | Magyar sugárzás |
| Évad | Évad | Epizódok száma | Évadpremier         | Évadfinálé           | Eredeti adó      | Évadpremier      | Évadfinálé       | Magyar adó      |
| ---- | ---- | -------------- | ------------------- | -------------------- | ---------------- | ---------------- | ---------------- | --------------- |
|      | 1.   | 24             | 2019. február 25.   | 2019. március 14.    | StarLight Films  | 2021. január.29. | 2021. március.3. |                 |
|      | 2.   | 24             | 2019. szeptember 2. | 2019. szeptember 19. | StarLight Films  | 2021. március 4. | 2021. április 9. |                 |
|      | 3.   | 24             | 2021. november 1.   | 2021. november 18.   | StarLight Films  |                  |                  |                 |
|      | 4.   | 24             | N/A                 | N/A                  | StarLight Films  |                  |                  |                 |